# Rue du Cardinal-Dubois
Rue du Cardinal-Dubois är en gata i Quartier de Clignancourt i Paris 18:e arrondissement. Rue du Cardinal-Dubois, som börjar vid Rue Lamarck 1 och slutar vid Rue Saint-Éleuthère, är uppkallad efter den franske kardinalen Louis-Ernest Dubois (1856–1929), ärkebiskop av Paris.

## Omgivningar
- Sacré-Cœur
- Saint-Pierre de Montmartre
- Square Louise-Michel
- Carrousel de Saint-Pierre
- Place Saint-Pierre
- Montmartres bergbana

## Bilder
| - Louis-Ernest Dubois. |

## Kommunikationer
- Bergbana Funiculaire
- Busshållplats Funiculaire – Paris bussnät, linje 40
- Busshållplats Utrillo – Paris bussnät, linje 40

### Webbkällor
- ”Rue du Cardinal-Dubois”. Mairie de Paris. http://www.v2asp.paris.fr/commun/v2asp/v2/nomenclature_voies/Voieactu/1528.nom.htm. Läst 26 februari 2021.
- ”Rue du Cardinal-Dubois”. Les rues de Paris. http://www.parisrues.com/rues18/paris-18-rue-du-cardinal-dubois.html. Läst 26 februari 2021.